# Llista de monuments de l'Hospitalet de Llobregat
Llista de monuments de l'Hospitalet de Llobregat inclosos en l'Inventari del Patrimoni Arquitectònic Català per al municipi de l'Hospitalet de Llobregat (Barcelonès). Inclou elements inscrits en el Registre de Béns Culturals d'Interès Nacional (BCIN) amb la classificació de monuments històrics, béns culturals d'interès local (BCIL) de caràcter arquitectònic i d'altres sense una protecció legal determinada.
| Monument                                                          | Protecció       | Estil/època                                    | Localització                                                                                             | Coordenades                                          | Codi?         | Imatge |
| ----------------------------------------------------------------- | --------------- | ---------------------------------------------- | --- | ---------------------------------------------------- | ------------- | --- |
| Can Sumarro                                                       | BCIN 129-MH     | Obra popular XVI                               | L'Hospitalet de Llobregat Riera de l'Escorxador 2-22 i 43-48                                             | 41° 21′ 37″ N, 2° 05′ 48″ E / 41.360222°N,2.096639°E | RI-51-0004191 | Can Sumarro (l'Hospitalet de Llobregat) · Vegeu més fotos d'aquest monument · Carregueu una nova foto d'aquest monument                                                       |
| L'Harmonia, o Torre Blanca                                        | BCIN 130-MH     | Renaixement, obra popular XVI                  | L'Hospitalet de Llobregat Pl. Josep Bordonau, 6                                                          | 41° 21′ 37″ N, 2° 05′ 52″ E / 41.360411°N,2.097705°E | RI-51-0004193 | L'Harmonia (l'Hospitalet de Llobregat) · Vegeu més fotos d'aquest monument · Carregueu una nova foto d'aquest monument                                                        |
| Casa Espanya, o Casa Llunell                                      | BCIN 137-MH     | Gòtic tardà XVI, XVIII                         | L'Hospitalet de Llobregat C. Joan Pallarès, 38                                                           | 41° 21′ 40″ N, 2° 05′ 50″ E / 41.361027°N,2.097278°E | RI-51-0004192 | Casa Espanya (l'Hospitalet de Llobregat) · Vegeu més fotos d'aquest monument · Carregueu una nova foto d'aquest monument                                                      |
| La Torrassa, o Castell de Bellvís                                 | BCIN 4034-MH-ZA | Obra popular XII, XVI, XVIII-XIX               | L'Hospitalet de Llobregat Ronda de la Torrassa, 123-129                                                  | 41° 22′ 08″ N, 2° 07′ 28″ E / 41.368876°N,2.124378°E | IPA-37611     | La Torrassa (l'Hospitalet de Llobregat) · Vegeu més fotos d'aquest monument · Carregueu una nova foto d'aquest monument                                                       |
| Escut de Can Rigalt                                               | BCIN 4035-MH    | Barroc XVIII                                   | L'Hospitalet de Llobregat Crta. Collblanc, 170                                                           | 41° 22′ 34″ N, 2° 06′ 30″ E / 41.376220°N,2.108339°E | IPA-37621     | Escut de Can Rigalt (l'Hospitalet de Llobregat) · Vegeu més fotos d'aquest monument · Carregueu una nova foto d'aquest monument                                               |
| Casa Baiges                                                       | BCIL 2001       | Racionalisme XX (1932)                         | L'Hospitalet de Llobregat Pl. Espanyola, 11 - Mare de Déu dels Desemparats 78                            | 41° 22′ 13″ N, 2° 07′ 19″ E / 41.370382°N,2.121896°E | IPA-20584     | Casa Baiges (l'Hospitalet de Llobregat) · Vegeu més fotos d'aquest monument · Carregueu una nova foto d'aquest monument                                                       |
| Santa Maria de Bellvitge, Ermita de Bellvitge                     | BCIL 2001       | Obra popular XVIII, XX                         | L'Hospitalet de Llobregat C. de l'Ermita de Bellvitge, 6                                                 | 41° 20′ 51″ N, 2° 06′ 35″ E / 41.347387°N,2.109725°E | IPA-20586     | Santa Maria de Bellvitge (l'Hospitalet de Llobregat) · Vegeu més fotos d'aquest monument · Carregueu una nova foto d'aquest monument                                          |
| Botiga Nova                                                       | BCIL 2001       | Modernisme XX Inici                            | L'Hospitalet de Llobregat Pl. Ajuntament, 9                                                              | 41° 21′ 34″ N, 2° 05′ 59″ E / 41.359489°N,2.099816°E | IPA-20587     | Botiga Nova (l'Hospitalet de Llobregat) · Vegeu més fotos d'aquest monument · Carregueu una nova foto d'aquest monument                                                       |
| Casa Joan Batlle                                                  | BCIL 2001       | Modernisme XX (1910)                           | L'Hospitalet de Llobregat Rbla. Just Oliveras, 29                                                        | 41° 21′ 41″ N, 2° 06′ 04″ E / 41.361464°N,2.100980°E | IPA-20588     | Casa Joan Batlle (l'Hospitalet de Llobregat) · Vegeu més fotos d'aquest monument · Carregueu una nova foto d'aquest monument                                                  |
| Cases Barates                                                     | BCIL 2001       | Modernisme XX (1914)                           | L'Hospitalet de Llobregat Rbla. Just Oliveras, 77-79                                                     | 41° 21′ 48″ N, 2° 05′ 59″ E / 41.363454°N,2.099826°E | IPA-20589     | Cases Barates (l'Hospitalet de Llobregat) · Vegeu més fotos d'aquest monument · Carregueu una nova foto d'aquest monument                                                     |
| L'Escorça                                                         | BCIL 2001       | Obra popular XIX                               | L'Hospitalet de Llobregat C. Santa Eulàlia, 2                                                            | 41° 22′ 05″ N, 2° 07′ 52″ E / 41.368123°N,2.130990°E | IPA-20590     | L'Escorça (l'Hospitalet de Llobregat) · Vegeu més fotos d'aquest monument · Carregueu una nova foto d'aquest monument                                                         |
| Can Riera                                                         | BCIL 2001       | Obra popular XVII                              | L'Hospitalet de Llobregat Xipreret, 99-103                                                               | 41° 21′ 41″ N, 2° 05′ 49″ E / 41.361340°N,2.096993°E | IPA-20591     | Can Riera (l'Hospitalet de Llobregat) · Vegeu més fotos d'aquest monument · Carregueu una nova foto d'aquest monument                                                         |
| Can Casas, antiga Casa Macario Golferichs                         | BCIL 2001       | Modernisme XX (1904)                           | L'Hospitalet de Llobregat C. Major, 54                                                                   | 41° 21′ 34″ N, 2° 05′ 52″ E / 41.359473°N,2.097748°E | IPA-20592     | Can Casas (l'Hospitalet de Llobregat) · Vegeu més fotos d'aquest monument · Carregueu una nova foto d'aquest monument                                                         |
| Casa Santfeliu                                                    | BCIL 2001       | Art Déco XX (1928)                             | L'Hospitalet de Llobregat Rbla. Just Oliveras, 49                                                        | 41° 21′ 45″ N, 2° 06′ 01″ E / 41.362378°N,2.100360°E | IPA-20593     | Casa Santfeliu (l'Hospitalet de Llobregat) · Vegeu més fotos d'aquest monument · Carregueu una nova foto d'aquest monument                                                    |
| La Talaia o Can Modolell de la Torre                              | BCIL 2001       | Gòtic tardà XVI, XX                            | L'Hospitalet de Llobregat Plaça de Josep Bordonau                                                        | 41° 21′ 37″ N, 2° 05′ 51″ E / 41.360223°N,2.097628°E | IPA-20594     | La Talaia (l'Hospitalet de Llobregat) · Vegeu més fotos d'aquest monument · Carregueu una nova foto d'aquest monument                                                         |
| Ca n'Oliver                                                       | BCIL 2001       | Obra popular XVIII, XX                         | L'Hospitalet de Llobregat Xipreret, 23-29                                                                | 41° 21′ 37″ N, 2° 05′ 51″ E / 41.360309°N,2.097569°E | IPA-20595     | Ca n'Oliver (l'Hospitalet de Llobregat) · Vegeu més fotos d'aquest monument · Carregueu una nova foto d'aquest monument                                                       |
| Església antiga de Santa Eulàlia de Provençana                    | BCIL 2001       | Romànic XII                                    | L'Hospitalet de Llobregat C. Santa Eulàlia, 203-205                                                      | 41° 21′ 55″ N, 2° 07′ 09″ E / 41.365295°N,2.119106°E | IPA-20597     | Església antiga de Santa Eulàlia de Provençana (l'Hospitalet de Llobregat) · Vegeu més fotos d'aquest monument · Carregueu una nova foto d'aquest monument                    |
| Casino del Centre                                                 | BCIL 2001       | Eclecticisme XIX Final                         | L'Hospitalet de Llobregat Prat de la Riba, 337-339                                                       | 41° 21′ 34″ N, 2° 06′ 07″ E / 41.359577°N,2.101895°E | IPA-20599     | Casino del Centre (l'Hospitalet de Llobregat) · Vegeu més fotos d'aquest monument · Carregueu una nova foto d'aquest monument                                                 |
| Fàbrica Trinxet, o Can Gras, Can Trinxet                          | BCIL 2001       | Modernisme XX (1910)                           | L'Hospitalet de Llobregat C. Santa Eulàlia, 182-212                                                      | 41° 22′ 00″ N, 2° 07′ 19″ E / 41.366559°N,2.121887°E | IPA-20600     | Fàbrica Trinxet (l'Hospitalet de Llobregat) · Vegeu més fotos d'aquest monument · Carregueu una nova foto d'aquest monument                                                   |
| Can Nare                                                          |                 | Obra popular XVIII                             | L'Hospitalet de Llobregat Joan Pallarés 31-33 (enderrocat)                                               | 41° 21′ 39″ N, 2° 05′ 52″ E / 41.360816°N,2.097810°E | IPA-20601     | Can Nare (l'Hospitalet de Llobregat) · Vegeu més fotos d'aquest monument · Carregueu una nova foto d'aquest monument                                                          |
| Casa Bellmunt                                                     | BCIL 2001       | Racionalisme XX (1931)                         | L'Hospitalet de Llobregat C. Santa Eulàlia, 87-89                                                        | 41° 22′ 01″ N, 2° 07′ 36″ E / 41.366907°N,2.126777°E | IPA-20602     | Casa Bellmunt (l'Hospitalet de Llobregat) · Vegeu més fotos d'aquest monument · Carregueu una nova foto d'aquest monument                                                     |
| Parc municipal de Can Boixeras, conjunt de Can Buxeres            | BCIL 2001       | Historicisme, modernisme XIX                   | L'Hospitalet de Llobregat Ctra. d'Esplugues, 3-5                                                         | 41° 21′ 52″ N, 2° 05′ 49″ E / 41.364581°N,2.097020°E | IPA-20603     | Parc municipal de Can Boixeras (l'Hospitalet de Llobregat) · Vegeu més fotos d'aquest monument · Carregueu una nova foto d'aquest monument                                    |
| Casa de la Ciutat - Ajuntament                                    | BCIL 2001       | Eclecticisme XIX (1894)                        | L'Hospitalet de Llobregat Pl. de l'Ajuntament, 10-22                                                     | 41° 21′ 34″ N, 2° 05′ 59″ E / 41.359352°N,2.099627°E | IPA-20608     | Casa de la Ciutat - Ajuntament (l'Hospitalet de Llobregat) · Vegeu més fotos d'aquest monument · Carregueu una nova foto d'aquest monument                                    |
| Conjunt carrer Santa Bàrbara, 3-19                                | BCIL 2001       | Obra popular XIX                               | L'Hospitalet de Llobregat C. Santa Bàrbara, 3-19                                                         | 41° 21′ 43″ N, 2° 05′ 56″ E / 41.361931°N,2.098766°E | IPA-20610     | Conjunt carrer Santa Bàrbara, 3-19 (l'Hospitalet de Llobregat) · Vegeu més fotos d'aquest monument · Carregueu una nova foto d'aquest monument                                |
| Font de la plaça del Repartidor                                   | BCIL 2001       | Obra popular XIX, XX                           | L'Hospitalet de Llobregat Pl. Repartidor                                                                 | 41° 21′ 41″ N, 2° 05′ 59″ E / 41.361434°N,2.099765°E | IPA-20611     | Font de la plaça del Repartidor (l'Hospitalet de Llobregat) · Vegeu més fotos d'aquest monument · Carregueu una nova foto d'aquest monument                                   |
| Can Pau de l'Arna                                                 | BCIL 2001       | Obra popular XVII                              | L'Hospitalet de Llobregat C. Sant Roc, 7-9                                                               | 41° 21′ 32″ N, 2° 05′ 53″ E / 41.359024°N,2.097981°E | IPA-20612     | Can Pau de l'Arna (l'Hospitalet de Llobregat) · Vegeu més fotos d'aquest monument · Carregueu una nova foto d'aquest monument                                                 |
| Centre Catòlic                                                    | BCIL 2001       | Noucentisme XX (1924)                          | L'Hospitalet de Llobregat Rbla. Just Oliveras, 30-34                                                     | 41° 21′ 41″ N, 2° 06′ 05″ E / 41.361509°N,2.101331°E | IPA-20613     | Centre Catòlic (l'Hospitalet de Llobregat) · Vegeu més fotos d'aquest monument · Carregueu una nova foto d'aquest monument                                                    |
| Ca l'Esquerrer                                                    | BCIL 2001       | Obra popular XVI, XVIII Final                  | L'Hospitalet de Llobregat Carretera del Mig, 267                                                         | 41° 20′ 55″ N, 2° 05′ 40″ E / 41.348574°N,2.094336°E | IPA-20614     | Ca l'Esquerrer (l'Hospitalet de Llobregat) · Modifica el valor a Wikidata · Carregueu una nova foto d'aquest monument                                                         |
| Ca n'Arús                                                         | BCIL 2001       | Eclecticisme XIX Mitjan                        | L'Hospitalet de Llobregat Rambla Marina, 415-427                                                         | 41° 21′ 31″ N, 2° 06′ 07″ E / 41.358533°N,2.102005°E | IPA-20615     | Ca n'Arús (l'Hospitalet de Llobregat) · Vegeu més fotos d'aquest monument · Carregueu una nova foto d'aquest monument                                                         |
| Ca la Vidala                                                      | BCIL 2001       | Obra popular XVIII                             | L'Hospitalet de Llobregat Xipreret, 81-85                                                                | 41° 21′ 39″ N, 2° 05′ 50″ E / 41.360721°N,2.097276°E | IPA-20616     | Ca la Vidala (l'Hospitalet de Llobregat) · Vegeu més fotos d'aquest monument · Carregueu una nova foto d'aquest monument                                                      |
| Cal Masover Nou                                                   | BCIL 2001       | Obra popular XVII                              | L'Hospitalet de Llobregat Ctra. Feixa Llarga                                                             | 41° 20′ 39″ N, 2° 06′ 02″ E / 41.344299°N,2.100635°E | IPA-20617     | Cal Masover Nou (l'Hospitalet de Llobregat) · Vegeu més fotos d'aquest monument · Carregueu una nova foto d'aquest monument                                                   |
| Can Vilumara                                                      | BCIL 2001       | Modernisme, noucentisme XX (1906)              | L'Hospitalet de Llobregat Josep Tarradellas i Joan, 147 - Girona, 20-26                                  | 41° 21′ 47″ N, 2° 06′ 13″ E / 41.363066°N,2.103509°E | IPA-20618     | Can Vilumara (l'Hospitalet de Llobregat) · Vegeu més fotos d'aquest monument · Carregueu una nova foto d'aquest monument                                                      |
| Casa Puig                                                         | BCIL 2001       | Eclecticisme XIX Final                         | L'Hospitalet de Llobregat Prat de la Riba, 265                                                           | 41° 21′ 37″ N, 2° 06′ 16″ E / 41.360372°N,2.104455°E | IPA-20623     | Casa Puig (l'Hospitalet de Llobregat) · Vegeu més fotos d'aquest monument · Carregueu una nova foto d'aquest monument                                                         |
| Casa de les Finestres Gòtiques                                    | BCIL 2001       | Gòtic, obra popular XV                         | L'Hospitalet de Llobregat Xipreret, 75-77                                                                | 41° 21′ 38″ N, 2° 05′ 50″ E / 41.360585°N,2.097171°E | IPA-20624     | Casa de les Finestres Gòtiques (l'Hospitalet de Llobregat) · Vegeu més fotos d'aquest monument · Carregueu una nova foto d'aquest monument                                    |
| Can Rigalt (l'Hospitalet de Llobregat)                            | BCIL 2001       | Barroc XVIII Mitjan                            | L'Hospitalet de Llobregat Ctra. Collblanc, 176                                                           | 41° 22′ 35″ N, 2° 06′ 30″ E / 41.376273°N,2.108291°E | IPA-20626     | Can Rigalt (l'Hospitalet de Llobregat) · Vegeu més fotos d'aquest monument · Carregueu una nova foto d'aquest monument                                                        |
| Cementiri de Sants                                                | BCIL 2001       | Eclecticisme XIX Mitjan                        | L'Hospitalet de Llobregat C. Terra Alta, 1 - trav. Collblanc 60-80                                       | 41° 22′ 30″ N, 2° 06′ 44″ E / 41.374938°N,2.112289°E | IPA-20628     | Cementiri de Sants (l'Hospitalet de Llobregat) · Vegeu més fotos d'aquest monument · Carregueu una nova foto d'aquest monument                                                |
| Plaça del Repartidor                                              |                 | Obra popular XX                                | L'Hospitalet de Llobregat Pl. Repartidor                                                                 | 41° 21′ 41″ N, 2° 06′ 00″ E / 41.361436°N,2.099981°E | IPA-20631     | Plaça del Repartidor (l'Hospitalet de Llobregat) · Vegeu més fotos d'aquest monument · Carregueu una nova foto d'aquest monument                                              |
| Conjunt del carrer Xipreret, 28-32                                | BCIL 2001       | Obra popular XVIII                             | L'Hospitalet de Llobregat C. Xipreret, 28-32                                                             | 41° 21′ 38″ N, 2° 05′ 51″ E / 41.360648°N,2.097522°E | IPA-20632     | Conjunt del carrer Xipreret, 28-32 (l'Hospitalet de Llobregat) · Vegeu més fotos d'aquest monument · Carregueu una nova foto d'aquest monument                                |
| Plaça Espanyola                                                   |                 | Obra popular XX Inici                          | L'Hospitalet de Llobregat Pl. Espanyola                                                                  | 41° 22′ 15″ N, 2° 07′ 19″ E / 41.370707°N,2.121948°E | IPA-20633     | Plaça Espanyola (l'Hospitalet de Llobregat) · Vegeu més fotos d'aquest monument · Carregueu una nova foto d'aquest monument                                                   |
| Escut de l'Hospitalet                                             |                 | Darreres tendències XX Final                   | L'Hospitalet de Llobregat Ctra. Santa Eulàlia - Riera Blanca                                             | 41° 22′ 06″ N, 2° 07′ 52″ E / 41.368224°N,2.131215°E | IPA-20634     | Escut de l'Hospitalet (l'Hospitalet de Llobregat) · Vegeu més fotos d'aquest monument · Carregueu una nova foto d'aquest monument                                             |
| Estafeta de Correus                                               | BCIL 2001       | Noucentisme XX (1927)                          | L'Hospitalet de Llobregat Pl. del Repartidor, 2 - c. del Centre, 2                                       | 41° 21′ 41″ N, 2° 05′ 59″ E / 41.361469°N,2.099645°E | IPA-20635     | Estafeta de Correus (l'Hospitalet de Llobregat) · Vegeu més fotos d'aquest monument · Carregueu una nova foto d'aquest monument                                               |
| Fanals de la plaça de l'Ajuntament                                |                 | Modernisme XIX Final                           | L'Hospitalet de Llobregat Davant de la Casa de la Vila, a la plaça de l'Ajuntament                       | 41° 21′ 34″ N, 2° 05′ 58″ E / 41.359460°N,2.099565°E | IPA-20637     | Fanals de la plaça de l'Ajuntament (l'Hospitalet de Llobregat) · Vegeu més fotos d'aquest monument · Carregueu una nova foto d'aquest monument                                |
| Font de la plaça de la Constitució                                |                 | Obra popular XX Inici                          | L'Hospitalet de Llobregat Pl. de la Constitució                                                          | 41° 21′ 34″ N, 2° 05′ 51″ E / 41.359462°N,2.097533°E | IPA-20639     | Font de la plaça de la Constitució (l'Hospitalet de Llobregat) · Vegeu més fotos d'aquest monument · Carregueu una nova foto d'aquest monument                                |
| Garatge Oliveras, o Tallers Alfabia                               | BCIL 2001       | Racionalisme XX (1928)                         | L'Hospitalet de Llobregat C. Tarragona, 28-30                                                            | 41° 21′ 43″ N, 2° 06′ 11″ E / 41.361882°N,2.102987°E | IPA-20640     | Garatge Oliveras (l'Hospitalet de Llobregat) · Vegeu més fotos d'aquest monument · Carregueu una nova foto d'aquest monument                                                  |
| Gràfiques Ocram, Ceràmica Llopis, Fàbrica Can Llopis              | BCIL 2001       | Modernisme XIX Final                           | L'Hospitalet de Llobregat Prat de la Riba, 64-74                                                         | 41° 21′ 49″ N, 2° 06′ 44″ E / 41.363591°N,2.112317°E | IPA-20641     | Gràfiques Ocram (l'Hospitalet de Llobregat) · Vegeu més fotos d'aquest monument · Carregueu una nova foto d'aquest monument                                                   |
| Granja Font                                                       | BCIL 2001       | Modernisme XX (1921)                           | L'Hospitalet de Llobregat Prat de la Riba, 160                                                           | 41° 21′ 43″ N, 2° 06′ 28″ E / 41.362010°N,2.107768°E | IPA-20642     | Granja Font (l'Hospitalet de Llobregat) · Vegeu més fotos d'aquest monument · Carregueu una nova foto d'aquest monument                                                       |
| Casa Pons, Gratacels de Collblanc                                 | BCIL 2001       | Racionalisme 1931-1933                         | L'Hospitalet de Llobregat Ctra. de Collblanc, 43                                                         | 41° 22′ 32″ N, 2° 07′ 09″ E / 41.375591°N,2.119171°E | IPA-20643     | Gratacels de Collblanc (l'Hospitalet de Llobregat) · Vegeu més fotos d'aquest monument · Carregueu una nova foto d'aquest monument                                            |
| La Farga                                                          |                 | Arquitectura del ferro XX Inici, XX Mitjan     | L'Hospitalet de Llobregat Girona / Barcelona / Av. Isabel la Catòlica                                    | 41° 21′ 43″ N, 2° 06′ 17″ E / 41.362059°N,2.104790°E | IPA-20645     | La Farga (l'Hospitalet de Llobregat) · Vegeu més fotos d'aquest monument · Carregueu una nova foto d'aquest monument                                                          |
| Magatzem d'olis Regàs                                             | BCIL 2001       | Modernisme XX (1911)                           | L'Hospitalet de Llobregat C. Buenos Aires, 13                                                            | 41° 22′ 00″ N, 2° 07′ 47″ E / 41.366680°N,2.129586°E | IPA-20647     | Magatzem d'olis Regàs (l'Hospitalet de Llobregat) · Vegeu més fotos d'aquest monument · Carregueu una nova foto d'aquest monument                                             |
| Mercat de Collblanc                                               | BCIL 2001       | Art Déco XX Mitjan                             | L'Hospitalet de Llobregat C. Doctor Martí i Julià, 8-22                                                  | 41° 22′ 29″ N, 2° 07′ 13″ E / 41.374824°N,2.120257°E | IPA-20648     | Mercat de Collblanc (l'Hospitalet de Llobregat) · Vegeu més fotos d'aquest monument · Carregueu una nova foto d'aquest monument                                               |
| Monument al Mestre Clavé                                          |                 | Academicisme XX Mitjan                         | L'Hospitalet de Llobregat Pl. Mestre Clavé                                                               | 41° 21′ 41″ N, 2° 06′ 23″ E / 41.361314°N,2.106463°E | IPA-20649     | Monument al Mestre Clavé (l'Hospitalet de Llobregat) · Vegeu més fotos d'aquest monument · Carregueu una nova foto d'aquest monument                                          |
| Monument a la Sardana                                             |                 | Obra popular XX                                | L'Hospitalet de Llobregat Pl. Ajuntament                                                                 | 41° 21′ 35″ N, 2° 06′ 01″ E / 41.359743°N,2.100250°E | IPA-20650     | Monument a la Sardana (l'Hospitalet de Llobregat) · Vegeu més fotos d'aquest monument · Carregueu una nova foto d'aquest monument                                             |
| Església de Santa Eulàlia de Mèrida                               | BCIL 2001       | Monumentalisme academicista XX (1939-1947)     | L'Hospitalet de Llobregat Pl. Ajuntament, 28                                                             | 41° 21′ 35″ N, 2° 05′ 57″ E / 41.359762°N,2.099095°E | IPA-20651     | Església de Santa Eulàlia de Mèrida (l'Hospitalet de Llobregat) · Vegeu més fotos d'aquest monument · Carregueu una nova foto d'aquest monument                               |
| Pont d'en Jordà, o Pont del Metro                                 | BCIL 2001       | Arquitectura del ferro XX (1934)               | L'Hospitalet de Llobregat Ronda de la Via s/n. Enllaça Santa Eulàlia i la Torrassa                       | 41° 22′ 06″ N, 2° 07′ 37″ E / 41.368407°N,2.126952°E | IPA-20653     | Pont d'en Jordà (l'Hospitalet de Llobregat) · Vegeu més fotos d'aquest monument · Carregueu una nova foto d'aquest monument                                                   |
| Pubilla Casas                                                     | BCIL 2001       | Neoclassicisme XVIII                           | L'Hospitalet de Llobregat Ctra. Collblanc, 225                                                           | 41° 22′ 33″ N, 2° 06′ 09″ E / 41.375695°N,2.102391°E | IPA-20654     | Pubilla Casas (l'Hospitalet de Llobregat) · Vegeu més fotos d'aquest monument · Carregueu una nova foto d'aquest monument                                                     |
| Tecla Sala, antic molí paperer d'Antoni Ferrer                    | BCIL 2001       | Historicisme Claudi Duran i Ventosa XIX (1882) | L'Hospitalet de Llobregat Av. Josep Tarradellas i Joan, 56-58 - Rosalia de Castro, 44-57                 | 41° 22′ 01″ N, 2° 06′ 56″ E / 41.366816°N,2.115534°E | IPA-20656     | Tecla Sala (l'Hospitalet de Llobregat) · Vegeu més fotos d'aquest monument · Carregueu una nova foto d'aquest monument                                                        |
| Torre Cluset, antiga Can Brugaroles                               |                 | Historicisme XIX Mitjan                        | L'Hospitalet de Llobregat Av. Can Serra (enderrocada)                                                    | 41° 21′ 54″ N, 2° 06′ 06″ E / 41.365008°N,2.101797°E | IPA-20658     | Carregueu una nova foto d'aquest monument |
| El Vol de Coloms                                                  |                 | Darreres tendències XX Final                   | L'Hospitalet de Llobregat Pl. Santa Eulàlia de Provençana                                                | 41° 21′ 56″ N, 2° 07′ 12″ E / 41.365607°N,2.120048°E | IPA-20659     | El Vol de Coloms (l'Hospitalet de Llobregat) · Vegeu més fotos d'aquest monument · Carregueu una nova foto d'aquest monument                                                  |
| Habitatge al carrer Príncep de Bergara, 10                        | BCIL 2001       | Noucentisme XX (1927)                          | L'Hospitalet de Llobregat C. Príncep de Bergara, 10                                                      | 41° 21′ 32″ N, 2° 05′ 55″ E / 41.359011°N,2.098639°E | IPA-20660     | Habitatge al carrer Príncep de Bergara, 10 (l'Hospitalet de Llobregat) · Vegeu més fotos d'aquest monument · Carregueu una nova foto d'aquest monument                        |
| Casa Boleda                                                       | BCIL 2001       | Obra popular XX (1932)                         | L'Hospitalet de Llobregat C. Rafael Campalans, 183 - Ronda de la Torrassa, 87                            | 41° 22′ 08″ N, 2° 07′ 37″ E / 41.368824°N,2.126860°E | IPA-20661     | Casa Boleda (l'Hospitalet de Llobregat) · Vegeu més fotos d'aquest monument · Carregueu una nova foto d'aquest monument                                                       |
| Ca n'Oliveras                                                     | BCIL 2001       | Noucentisme XX (1930)                          | L'Hospitalet de Llobregat Prat de la Riba, 306                                                           | 41° 21′ 36″ N, 2° 06′ 06″ E / 41.359917°N,2.101627°E | IPA-20662     | Ca n'Oliveras (l'Hospitalet de Llobregat) · Vegeu més fotos d'aquest monument · Carregueu una nova foto d'aquest monument                                                     |
| Aula de Cultura - Casal L'Esplai, Fàbrica d'olis                  | BCIL 2001       | Racionalisme XX Mitjan, XX Final               | L'Hospitalet de Llobregat Josep Anselm Clavé, 14-28 - pl. dels Avis, 12-16                               | 41° 21′ 58″ N, 2° 07′ 36″ E / 41.366000°N,2.126558°E | IPA-20663     | Aula de Cultura - Casal L'Esplai (l'Hospitalet de Llobregat) · Vegeu més fotos d'aquest monument · Carregueu una nova foto d'aquest monument                                  |
| Banc Central                                                      |                 | Racionalisme XX Mitjan                         | L'Hospitalet de Llobregat Prat de la Riba, 298-300                                                       | 41° 21′ 36″ N, 2° 06′ 07″ E / 41.359940°N,2.101877°E | IPA-20664     | Banc Central (l'Hospitalet de Llobregat) · Vegeu més fotos d'aquest monument · Carregueu una nova foto d'aquest monument                                                      |
| Monument al Mestre Francesc Batallé                               |                 | Academicisme XX Final                          | L'Hospitalet de Llobregat Rbla. de la Marina - av. del Carrilet                                          | 41° 21′ 27″ N, 2° 06′ 11″ E / 41.357626°N,2.103181°E | IPA-20665     | Monument al Mestre Francesc Batallé (l'Hospitalet de Llobregat) · Vegeu més fotos d'aquest monument · Carregueu una nova foto d'aquest monument                               |
| Cal Capella, o Restaurant La Marina                               |                 | Obra popular XIX                               | L'Hospitalet de Llobregat Feixa Llarga, 47                                                               | 41° 20′ 22″ N, 2° 06′ 28″ E / 41.339422°N,2.107748°E | IPA-20666     | Carregueu una nova foto d'aquest monument |
| Cal Manets                                                        |                 | Noucentisme XX Inici                           | L'Hospitalet de Llobregat Rbla. Just Oliveras, 17-19                                                     | 41° 21′ 40″ N, 2° 06′ 04″ E / 41.360977°N,2.101183°E | IPA-20668     | Cal Manets (l'Hospitalet de Llobregat) · Vegeu més fotos d'aquest monument · Carregueu una nova foto d'aquest monument                                                        |
| Can Trabal, o Cal Joan del Ros                                    | BCIL 2001       | Obra popular XVII                              | L'Hospitalet de Llobregat Camí de la Cadena, 1                                                           | 41° 20′ 43″ N, 2° 05′ 47″ E / 41.345393°N,2.096496°E | IPA-20669     | Can Trabal (l'Hospitalet de Llobregat) · Modifica el valor a Wikidata · Carregueu una nova foto d'aquest monument                                                             |
| Torre Gran                                                        | BCIL 2001       | Eclecticisme XIX Mitjan                        | L'Hospitalet de Llobregat Feixa Llarga - Zona Franca. Ctra. Vora del Riu s/n                             | 41° 20′ 19″ N, 2° 06′ 12″ E / 41.338517°N,2.103391°E | IPA-20670     | Carregueu una nova foto d'aquest monument |
| Casa Jove                                                         |                 | Obra popular XIX Final                         | L'Hospitalet de Llobregat Pl. Rector Mossèn Homar - c. Major (enderrocada)                               | 41° 21′ 34″ N, 2° 05′ 57″ E / 41.359433°N,2.099059°E | IPA-20671     | Carregueu una nova foto d'aquest monument |
| Can Colom                                                         | BCIL 2001       | Historicisme, obra popular XVIII               | L'Hospitalet de Llobregat C. Martí Codolar, 2-4                                                          | 41° 22′ 00″ N, 2° 07′ 54″ E / 41.366605°N,2.131560°E | IPA-20672     | Can Colom (l'Hospitalet de Llobregat) · Vegeu més fotos d'aquest monument · Carregueu una nova foto d'aquest monument                                                         |
| Cine Joventut, o Teatre Joventut                                  | BCIL 2001       | Racionalisme XX (1931)                         | L'Hospitalet de Llobregat Joventut, 2-10                                                                 | 41° 22′ 21″ N, 2° 07′ 04″ E / 41.372501°N,2.117860°E | IPA-20674     | Cine Joventut (l'Hospitalet de Llobregat) · Vegeu més fotos d'aquest monument · Carregueu una nova foto d'aquest monument                                                     |
| Xalet Ysern, Comissaria de policia                                | BCIL 2001       | Racionalisme XX Inici                          | L'Hospitalet de Llobregat Pl. Repartidor, 8 - ptge. de la Pau, 9-11                                      | 41° 21′ 42″ N, 2° 06′ 00″ E / 41.361705°N,2.100089°E | IPA-20675     | Xalet Ysern (l'Hospitalet de Llobregat) · Vegeu més fotos d'aquest monument · Carregueu una nova foto d'aquest monument                                                       |
| Cooperativa                                                       |                 | Noucentisme XX Inici                           | L'Hospitalet de Llobregat C. Buenos Aires, 27 (enderrocada)                                              | 41° 21′ 58″ N, 2° 07′ 48″ E / 41.366162°N,2.130089°E | IPA-20676     | Carregueu una nova foto d'aquest monument |
| Cotxeres Metro                                                    | BCIL 2001       | Noucentisme XX (1922)                          | L'Hospitalet de Llobregat Santiago Ramon y Cajal s/n Estació de Metro Santa Eulàlia                      | 41° 22′ 07″ N, 2° 07′ 45″ E / 41.368707°N,2.129033°E | IPA-20677     | Cotxeres Metro (l'Hospitalet de Llobregat) · Vegeu més fotos d'aquest monument · Carregueu una nova foto d'aquest monument                                                    |
| Edificis de La Caixa                                              | BCIL 2001       | Monumentalisme Academicista XX Mitjan          | L'Hospitalet de Llobregat Pl. Ajuntament, 29-32-33-34                                                    | 41° 21′ 36″ N, 2° 06′ 01″ E / 41.359864°N,2.100223°E | IPA-20678     | Edificis de La Caixa (l'Hospitalet de Llobregat) · Vegeu més fotos d'aquest monument · Carregueu una nova foto d'aquest monument                                              |
| Escoles Lacina, o Casa Bordas                                     |                 | Racionalisme XX Mitjan                         | L'Hospitalet de Llobregat C. Santa Eulàlia, 157 (enderrocada)                                            | 41° 21′ 58″ N, 2° 07′ 22″ E / 41.366169°N,2.122753°E | IPA-20679     | Carregueu una nova foto d'aquest monument |
| Auxiliar Textil Algodonera, ATASA                                 |                 | Racionalisme XIX Mitjan, XX Inici              | L'Hospitalet de Llobregat C. Pareto, 60 (enderrocada)                                                    | 41° 21′ 51″ N, 2° 07′ 40″ E / 41.364118°N,2.127838°E | IPA-20680     | Carregueu una nova foto d'aquest monument |
| Fàbrica Albert Germans                                            | BCIL 2001       | Racionalisme XX (1926)                         | L'Hospitalet de Llobregat C. Rodés, 46-60                                                                | 41° 21′ 47″ N, 2° 06′ 25″ E / 41.363165°N,2.106975°E | IPA-20681     | Fàbrica Albert Germans (l'Hospitalet de Llobregat) · Vegeu més fotos d'aquest monument · Carregueu una nova foto d'aquest monument                                            |
| Fàbrica Cosme Toda                                                | BCIL 2001       | Noucentisme XX Inici, XIX Final                | L'Hospitalet de Llobregat Prat de la Riba, 54-62                                                         | 41° 21′ 50″ N, 2° 06′ 47″ E / 41.364018°N,2.112953°E | IPA-20682     | Fàbrica Cosme Toda (l'Hospitalet de Llobregat) · Vegeu més fotos d'aquest monument · Carregueu una nova foto d'aquest monument                                                |
| Fàbrica Godó i Trias                                              | BCIL 2001       | Modernisme XX Inici                            | L'Hospitalet de Llobregat Av. de la Granvia, 80-90                                                       | 41° 21′ 21″ N, 2° 07′ 18″ E / 41.355738°N,2.121799°E | IPA-20683     | Fàbrica Godó i Trias (l'Hospitalet de Llobregat) · Vegeu més fotos d'aquest monument · Carregueu una nova foto d'aquest monument                                              |
| Can Batllori, o Fàbrica Collet                                    | BCIL 2001       | Obra popular XIX Final                         | L'Hospitalet de Llobregat Prat de la Riba, 76-82                                                         | 41° 21′ 48″ N, 2° 06′ 42″ E / 41.363444°N,2.111575°E | IPA-20684     | Can Batllori (l'Hospitalet de Llobregat) · Vegeu més fotos d'aquest monument · Carregueu una nova foto d'aquest monument                                                      |
| Habitatge al carrer Santa Eulàlia, 155                            | BCIL 2001       | Racionalisme XX (1935)                         | L'Hospitalet de Llobregat Santa Eulàlia, 155                                                             | 41° 21′ 58″ N, 2° 07′ 23″ E / 41.366224°N,2.122997°E | IPA-20685     | Habitatge al carrer Santa Eulàlia, 155 (l'Hospitalet de Llobregat) · Vegeu més fotos d'aquest monument · Carregueu una nova foto d'aquest monument                            |
| Habitatge al carrer Major, 78                                     |                 | Obra popular XVIII                             | L'Hospitalet de Llobregat C. Major, 78 (enderrocat)                                                      | 41° 21′ 34″ N, 2° 05′ 48″ E / 41.359419°N,2.096721°E | IPA-20686     | Habitatge al carrer Major, 78 (l'Hospitalet de Llobregat) · Vegeu més fotos d'aquest monument · Carregueu una nova foto d'aquest monument                                     |
| Habitatge al carrer Major, 59-61                                  |                 | Obra popular XVIII Final                       | L'Hospitalet de Llobregat C. Major, 59-61 (enderrocat)                                                   | 41° 21′ 33″ N, 2° 05′ 50″ E / 41.359282°N,2.097223°E | IPA-20687     | Habitatge al carrer Major, 59-61 (l'Hospitalet de Llobregat) · Vegeu més fotos d'aquest monument · Carregueu una nova foto d'aquest monument                                  |
| Habitatge al carrer Bruc, 32                                      | BCIL 2001       | Noucentisme XX (1934)                          | L'Hospitalet de Llobregat Bruc, 32                                                                       | 41° 21′ 46″ N, 2° 05′ 59″ E / 41.362786°N,2.099842°E | IPA-20689     | Habitatge al carrer Bruc, 32 (l'Hospitalet de Llobregat) · Vegeu més fotos d'aquest monument · Carregueu una nova foto d'aquest monument                                      |
| Habitatge al carrer Progrés, 70                                   | BCIL 2001       | Modernisme XX (1915)                           | L'Hospitalet de Llobregat Progrés, 70                                                                    | 41° 22′ 23″ N, 2° 07′ 13″ E / 41.373126°N,2.120223°E | IPA-20690     | Habitatge al carrer Progrés, 70 (l'Hospitalet de Llobregat) · Vegeu més fotos d'aquest monument · Carregueu una nova foto d'aquest monument                                   |
| Habitatge al carrer Major, 57                                     | BCIL 2001       | Modernisme XX (1914)                           | L'Hospitalet de Llobregat C. Major, 57                                                                   | 41° 21′ 34″ N, 2° 05′ 51″ E / 41.359328°N,2.097428°E | IPA-20691     | Habitatge al carrer Major, 57 (l'Hospitalet de Llobregat) · Vegeu més fotos d'aquest monument · Carregueu una nova foto d'aquest monument                                     |
| Conjunt carrer Major                                              |                 | Obra popular XVIII                             | L'Hospitalet de Llobregat C. Major                                                                       | 41° 21′ 34″ N, 2° 05′ 49″ E / 41.359327°N,2.097041°E | IPA-20692     | Conjunt carrer Major (l'Hospitalet de Llobregat) · Vegeu més fotos d'aquest monument · Carregueu una nova foto d'aquest monument                                              |
| Conjunt carrer Buenos Aires                                       |                 | Obra popular XIX Final                         | L'Hospitalet de Llobregat C. Buenos Aires                                                                | 41° 21′ 58″ N, 2° 07′ 48″ E / 41.366092°N,2.130018°E | IPA-20693     | Conjunt carrer Buenos Aires (l'Hospitalet de Llobregat) · Vegeu més fotos d'aquest monument · Carregueu una nova foto d'aquest monument                                       |
| Habitatge a la rambla Just Oliveras, 31                           | BCIL 2001       | Noucentisme XX (1908)                          | L'Hospitalet de Llobregat Rambla Just Oliveras, 31                                                       | 41° 21′ 42″ N, 2° 06′ 03″ E / 41.361652°N,2.100872°E | IPA-20695     | Habitatge a la rambla Just Oliveras, 31 (l'Hospitalet de Llobregat) · Vegeu més fotos d'aquest monument · Carregueu una nova foto d'aquest monument                           |
| Habitatge al carrer Major, 33                                     | BCIL 2001       | Modernisme XX (1902)                           | L'Hospitalet de Llobregat C. Major, 33                                                                   | 41° 21′ 34″ N, 2° 05′ 54″ E / 41.359415°N,2.098418°E | IPA-20696     | Habitatge al carrer Major, 33 (l'Hospitalet de Llobregat) · Vegeu més fotos d'aquest monument · Carregueu una nova foto d'aquest monument                                     |
| Habitatge al carrer Santa Eulàlia, 106                            |                 | Noucentisme XX Inici                           | L'Hospitalet de Llobregat C. Santa Eulàlia, 106                                                          | 41° 22′ 02″ N, 2° 07′ 37″ E / 41.367101°N,2.126806°E | IPA-20697     | Habitatge al carrer Santa Eulàlia, 106 (l'Hospitalet de Llobregat) · Vegeu més fotos d'aquest monument · Carregueu una nova foto d'aquest monument                            |
| La Marquesa, o Torre Barrina                                      | BCIL 2001       | Historicisme XIX Mitjan                        | L'Hospitalet de Llobregat Parc de la Marquesa - Passatge d'Amat, 9-13                                    | 41° 22′ 32″ N, 2° 07′ 02″ E / 41.375459°N,2.117207°E | IPA-20699     | La Marquesa (l'Hospitalet de Llobregat) · Vegeu més fotos d'aquest monument · Carregueu una nova foto d'aquest monument                                                       |
| Masia la Remunta                                                  | BCIL 2001       | Obra popular XVII, XIX Final                   | L'Hospitalet de Llobregat C. Major, 94                                                                   | 41° 21′ 35″ N, 2° 05′ 37″ E / 41.359610°N,2.093514°E | IPA-20700     | Masia la Remunta (l'Hospitalet de Llobregat) · Vegeu més fotos d'aquest monument · Carregueu una nova foto d'aquest monument                                                  |
| Casetes Borràs                                                    | BCIL 2001       | Obra popular XX (1923)                         | L'Hospitalet de Llobregat C. Progrés, 146-152                                                            | 41° 22′ 11″ N, 2° 07′ 20″ E / 41.369698°N,2.122256°E | IPA-20703     | Casetes Borràs (l'Hospitalet de Llobregat) · Vegeu més fotos d'aquest monument · Carregueu una nova foto d'aquest monument                                                    |
| Capella del Cementiri de l'Hospitalet de Llobregat                | BCIL 2001       | Noucentisme XX (1922)                          | L'Hospitalet de Llobregat C. Menéndez Pidal, 22-24                                                       | 41° 22′ 00″ N, 2° 06′ 20″ E / 41.366536°N,2.105635°E | IPA-20704     | Capella del Cementiri de l'Hospitalet de Llobregat · Vegeu més fotos d'aquest monument · Carregueu una nova foto d'aquest monument                                            |
| Fonts públiques                                                   |                 | Obra popular XX                                | L'Hospitalet de Llobregat C. Muns, ctra. Santa Eulàlia, Can Boixeres, Parc de la Marquesa, pl. dels Avis |                                                      | IPA-20709     | Fonts públiques (l'Hospitalet de Llobregat) · Vegeu més fotos d'aquest monument · Carregueu una nova foto d'aquest monument                                                   |
| Mercat de Santa Eulàlia                                           |                 | Racionalisme XX                                | L'Hospitalet de Llobregat Pl. Pius XII                                                                   | 41° 21′ 56″ N, 2° 07′ 38″ E / 41.365420°N,2.127295°E | IPA-20710     | Mercat de Santa Eulàlia (l'Hospitalet de Llobregat) · Vegeu més fotos d'aquest monument · Carregueu una nova foto d'aquest monument                                           |
| Viacrucis                                                         |                 | Obra popular XX                                | L'Hospitalet de Llobregat C. Major                                                                       |                                                      | IPA-20711     | Carregueu una nova foto d'aquest monument |
| Habitatge al carrer del Bruc, 18                                  | BCIL 2001       | Obra popular XX (1922)                         | L'Hospitalet de Llobregat C. del Bruc, 18 - Josep Tarradellas i Joan, 187                                | 41° 21′ 48″ N, 2° 06′ 04″ E / 41.363281°N,2.100983°E | IPA-37533     | Habitatge al carrer del Bruc, 18 (l'Hospitalet de Llobregat) · Vegeu més fotos d'aquest monument · Carregueu una nova foto d'aquest monument                                  |
| Aqüeducte i bòbila de Can Nyac                                    | BCIL 2001       | Obra popular XIX                               | L'Hospitalet de Llobregat Terme de Can Nyac s/n                                                          | 41° 22′ 07″ N, 2° 05′ 31″ E / 41.368639°N,2.091979°E | IPA-37536     | Aqüeducte i bòbila de Can Nyac (l'Hospitalet de Llobregat) · Vegeu més fotos d'aquest monument · Carregueu una nova foto d'aquest monument                                    |
| Can Samsó                                                         | BCIL 2001       | Obra popular XVIII Final                       | L'Hospitalet de Llobregat Av. del Carrilet, 174-186 - Ciutat Comtal, 2-4 - Joan XXIII, 5                 | 41° 21′ 44″ N, 2° 06′ 49″ E / 41.362352°N,2.113682°E | IPA-37537     | Can Samsó (l'Hospitalet de Llobregat) · Vegeu més fotos d'aquest monument · Carregueu una nova foto d'aquest monument                                                         |
| Habitatge al carrer de l'Església, 49                             | BCIL 2001       | Noucentisme XX (1919)                          | L'Hospitalet de Llobregat C. de l'Església, 49                                                           | 41° 21′ 40″ N, 2° 05′ 56″ E / 41.361111°N,2.098849°E | IPA-37545     | Habitatge al carrer de l'Església, 49 (l'Hospitalet de Llobregat) · Vegeu més fotos d'aquest monument · Carregueu una nova foto d'aquest monument                             |
| Habitatge a la rambla Just Oliveras, 21                           | BCIL 2001       | Obra popular XX (1915)                         | L'Hospitalet de Llobregat Rambla Just Oliveras, 21                                                       | 41° 21′ 40″ N, 2° 06′ 04″ E / 41.361130°N,2.101168°E | IPA-37550     | Habitatge a la rambla Just Oliveras, 21 (l'Hospitalet de Llobregat) · Vegeu més fotos d'aquest monument · Carregueu una nova foto d'aquest monument                           |
| Habitatge a la rambla Just Oliveras, 23                           | BCIL 2001       | Obra popular XX (1916)                         | L'Hospitalet de Llobregat Rambla Just Oliveras, 23                                                       | 41° 21′ 40″ N, 2° 06′ 04″ E / 41.361201°N,2.101132°E | IPA-37551     | Habitatge a la rambla Just Oliveras, 23 (l'Hospitalet de Llobregat) · Vegeu més fotos d'aquest monument · Carregueu una nova foto d'aquest monument                           |
| Habitatge a la rambla Just Oliveras, 25                           | BCIL 2001       | Obra popular XX (1910)                         | L'Hospitalet de Llobregat Rambla Just Oliveras, 25                                                       | 41° 21′ 41″ N, 2° 06′ 04″ E / 41.361264°N,2.101107°E | IPA-37553     | Habitatge a la rambla Just Oliveras, 25 (l'Hospitalet de Llobregat) · Vegeu més fotos d'aquest monument · Carregueu una nova foto d'aquest monument                           |
| Habitatge a la rambla Just Oliveras, 37                           | BCIL 2001       | Obra popular XX (1916)                         | L'Hospitalet de Llobregat Rambla Just Oliveras, 37                                                       | 41° 21′ 43″ N, 2° 06′ 03″ E / 41.361865°N,2.100740°E | IPA-37555     | Habitatge a la rambla Just Oliveras, 37 (l'Hospitalet de Llobregat) · Vegeu més fotos d'aquest monument · Carregueu una nova foto d'aquest monument                           |
| Habitatge a la rambla Just Oliveras, 46                           | BCIL 2001       | Obra popular XX (1917)                         | L'Hospitalet de Llobregat Rambla Just Oliveras, 46                                                       | 41° 21′ 44″ N, 2° 06′ 04″ E / 41.362101°N,2.101012°E | IPA-37556     | Habitatge a la rambla Just Oliveras, 46 (l'Hospitalet de Llobregat) · Vegeu més fotos d'aquest monument · Carregueu una nova foto d'aquest monument                           |
| Casa dels Cargols                                                 | BCIL 2001       | Modernisme XX (1911)                           | L'Hospitalet de Llobregat C. Llobregat, 127-141B                                                         | 41° 22′ 16″ N, 2° 07′ 15″ E / 41.371127°N,2.120905°E | IPA-37558     | Casa dels Cargols (l'Hospitalet de Llobregat) · Vegeu més fotos d'aquest monument · Carregueu una nova foto d'aquest monument                                                 |
| Habitatge al carrer Major, 5                                      | BCIL 2001       | Obra popular XIX Final                         | L'Hospitalet de Llobregat C. Major, 5                                                                    | 41° 21′ 35″ N, 2° 06′ 04″ E / 41.359626°N,2.101249°E | IPA-37559     | Habitatge al carrer Major, 5 (l'Hospitalet de Llobregat) · Vegeu més fotos d'aquest monument · Carregueu una nova foto d'aquest monument                                      |
| Habitatge al carrer Major, 31                                     | BCIL 2001       | Obra popular XIX Mitjan                        | L'Hospitalet de Llobregat C. Major, 31                                                                   | 41° 21′ 34″ N, 2° 05′ 55″ E / 41.359416°N,2.098610°E | IPA-37561     | Habitatge al carrer Major, 31 (l'Hospitalet de Llobregat) · Vegeu més fotos d'aquest monument · Carregueu una nova foto d'aquest monument                                     |
| Ca l'Esquena Cremat                                               | BCIL 2001       | Obra popular XIX                               | L'Hospitalet de Llobregat Rambla de la Marina, 447 i 550                                                 | 41° 21′ 32″ N, 2° 06′ 08″ E / 41.359021°N,2.102166°E | IPA-37562     | Ca l'Esquena Cremat (l'Hospitalet de Llobregat) · Vegeu més fotos d'aquest monument · Carregueu una nova foto d'aquest monument                                               |
| Xemeneies Goyta Oliveros al parc de les Planes                    | BCIL 2001       | Obra popular XIX                               | L'Hospitalet de Llobregat C. Menéndez Pidal s/n - Parc de les Planes                                     | 41° 22′ 04″ N, 2° 06′ 19″ E / 41.367845°N,2.105237°E | IPA-37563     | Xemeneies Goyta Oliveros al parc de les Planes (l'Hospitalet de Llobregat) · Vegeu més fotos d'aquest monument · Carregueu una nova foto d'aquest monument                    |
| Conjunt del carrer Molinés                                        | BCIL 2001       | Obra popular XX (1928)                         | L'Hospitalet de Llobregat C. Molinés, 28-34                                                              | 41° 21′ 41″ N, 2° 05′ 51″ E / 41.361399°N,2.097590°E | IPA-37565     | Conjunt del carrer Molinés (l'Hospitalet de Llobregat) · Vegeu més fotos d'aquest monument · Carregueu una nova foto d'aquest monument                                        |
| Habitatge al carrer Montseny, 76                                  | BCIL 2001       | Noucentisme XX (1929)                          | L'Hospitalet de Llobregat C. Montseny, 76 - c. Progrés, 109                                              | 41° 22′ 16″ N, 2° 07′ 18″ E / 41.371222°N,2.121573°E | IPA-37567     | Habitatge al carrer Montseny, 76 (l'Hospitalet de Llobregat) · Vegeu més fotos d'aquest monument · Carregueu una nova foto d'aquest monument                                  |
| Església de la Mare de Déu dels Desemparats                       | BCIL 2001       | Obra popular XX Mitjan                         | L'Hospitalet de Llobregat C. Mossèn Jaume Busquets, 1-7 - c. Mare de Déu dels Desemparats, 71-73         | 41° 22′ 14″ N, 2° 07′ 21″ E / 41.370428°N,2.122553°E | IPA-37568     | Església de la Mare de Déu dels Desemparats (l'Hospitalet de Llobregat) · Vegeu més fotos d'aquest monument · Carregueu una nova foto d'aquest monument                       |
| Habitatges al passatge Oliveras, 34-42                            | BCIL 2001       | Obra popular XX (1927)                         | L'Hospitalet de Llobregat Passatge Oliveras, 34-42 - c. Montseny, 175-177                                | 41° 22′ 08″ N, 2° 07′ 04″ E / 41.368942°N,2.117909°E | IPA-37569     | Habitatges al passatge Oliveras, 34-42 (l'Hospitalet de Llobregat) · Vegeu més fotos d'aquest monument · Carregueu una nova foto d'aquest monument                            |
| Habitatge al carrer París, 1                                      | BCIL 2001       | Obra popular XX (1924)                         | L'Hospitalet de Llobregat C. París, 1                                                                    | 41° 22′ 23″ N, 2° 07′ 18″ E / 41.373088°N,2.121692°E | IPA-37570     | Habitatge al carrer París, 1 (l'Hospitalet de Llobregat) · Vegeu més fotos d'aquest monument · Carregueu una nova foto d'aquest monument                                      |
| Habitatge al carrer París, 3-5                                    | BCIL 2001       | Obra popular XX (1925)                         | L'Hospitalet de Llobregat C. París, 3-5                                                                  | 41° 22′ 23″ N, 2° 07′ 17″ E / 41.372978°N,2.121502°E | IPA-37572     | Habitatge al carrer París, 3-5 (l'Hospitalet de Llobregat) · Vegeu més fotos d'aquest monument · Carregueu una nova foto d'aquest monument                                    |
| Habitatge a l'avinguda Pau Casals, 4                              | BCIL 2001       | Racionalisme XX (1935)                         | L'Hospitalet de Llobregat Av. Pau Casals, 4                                                              | 41° 21′ 36″ N, 2° 06′ 14″ E / 41.359889°N,2.103792°E | IPA-37573     | Habitatge a l'avinguda Pau Casals, 4 (l'Hospitalet de Llobregat) · Vegeu més fotos d'aquest monument · Carregueu una nova foto d'aquest monument                              |
| Institut Santa Eulàlia                                            | BCIL 2001       | Obra popular XX (1936)                         | L'Hospitalet de Llobregat Pl. Pius XII, 2 - Josep Anselm Clavé, 37 - Pareto s/n                          | 41° 21′ 54″ N, 2° 07′ 39″ E / 41.364890°N,2.127505°E | IPA-37574     | Institut Santa Eulàlia (l'Hospitalet de Llobregat) · Vegeu més fotos d'aquest monument · Carregueu una nova foto d'aquest monument                                            |
| Habitatge al carrer Progrés, 19                                   | BCIL 2001       | Obra popular XX (1930)                         | L'Hospitalet de Llobregat C. Progrés - c. Occident, 24-26                                                | 41° 22′ 29″ N, 2° 07′ 09″ E / 41.374776°N,2.119266°E | IPA-37577     | Habitatge al carrer Progrés, 19 (l'Hospitalet de Llobregat) · Vegeu més fotos d'aquest monument · Carregueu una nova foto d'aquest monument                                   |
| Habitatge al carrer Pujós, 35                                     | BCIL 2001       | Racionalisme XX (1931)                         | L'Hospitalet de Llobregat C. Pujós, 35 - c. Orient, 1-3                                                  | 41° 22′ 23″ N, 2° 07′ 06″ E / 41.373117°N,2.118403°E | IPA-37579     | Habitatge al carrer Pujós, 35 (l'Hospitalet de Llobregat) · Vegeu més fotos d'aquest monument · Carregueu una nova foto d'aquest monument                                     |
| Habitatges en passadís al carrer Rosselló i passatges Pons i Mata | BCIL 2001       | Obra popular XX (1925)                         | L'Hospitalet de Llobregat C. Rosselló, 96-100B                                                           | 41° 22′ 12″ N, 2° 07′ 39″ E / 41.370042°N,2.127508°E | IPA-37580     | Habitatges en passadís al carrer Rosselló i passatges Pons i Mata (l'Hospitalet de Llobregat) · Vegeu més fotos d'aquest monument · Carregueu una nova foto d'aquest monument |
| Mercat del Centre                                                 | BCIL 2001       | Obra popular XX (1925)                         | L'Hospitalet de Llobregat C. Rossend Arús, C de B6 - c. Josep Prats, 5 - c. del Mercat, 2                | 41° 21′ 31″ N, 2° 05′ 58″ E / 41.358567°N,2.099386°E | IPA-37581     | Mercat del Centre (l'Hospitalet de Llobregat) · Vegeu més fotos d'aquest monument · Carregueu una nova foto d'aquest monument                                                 |
| Conjunt al carrer Roselles, 7-11, 23-25, 29-33                    | BCIL 2001       | Obra popular XIX                               | L'Hospitalet de Llobregat C. Roselles, 7-11, 23-25, 29-33                                                | 41° 21′ 33″ N, 2° 06′ 01″ E / 41.359124°N,2.100407°E | IPA-37603     | Conjunt al carrer Roselles, 7-11, 23-25, 29-33 (l'Hospitalet de Llobregat) · Vegeu més fotos d'aquest monument · Carregueu una nova foto d'aquest monument                    |
| Cal Gotlla                                                        | BCIL 2001       | Obra popular XVII                              | L'Hospitalet de Llobregat C. Salvador Espriu, 54-58 - c. Ciències                                        | 41° 21′ 10″ N, 2° 07′ 25″ E / 41.352818°N,2.123745°E | IPA-37604     | Cal Gotlla (l'Hospitalet de Llobregat) · Vegeu més fotos d'aquest monument · Carregueu una nova foto d'aquest monument                                                        |
| Centre Sant Josep                                                 | BCIL 2001       | Noucentisme XX (1924)                          | L'Hospitalet de Llobregat C. Sant Roc, 50 - c. Josep Maria de Segarra, 27                                | 41° 21′ 25″ N, 2° 05′ 56″ E / 41.357058°N,2.098869°E | IPA-37605     | Centre Sant Josep (l'Hospitalet de Llobregat) · Vegeu més fotos d'aquest monument · Carregueu una nova foto d'aquest monument                                                 |
| Passatge Piera, cases en passadís                                 | BCIL 2001       | Obra popular XX (1930)                         | L'Hospitalet de Llobregat Passatge Piera, 1-11 - c. Sant Roc, 59-61                                      | 41° 21′ 25″ N, 2° 05′ 57″ E / 41.356845°N,2.099231°E | IPA-37606     | Passatge Piera (l'Hospitalet de Llobregat) · Vegeu més fotos d'aquest monument · Carregueu una nova foto d'aquest monument                                                    |
| Habitatge al carrer Príncep de Bergara, 42-44                     | BCIL 2001       | Obra popular XX (1931)                         | L'Hospitalet de Llobregat C. Príncep de Bergara, 42-44                                                   | 41° 21′ 29″ N, 2° 05′ 57″ E / 41.358024°N,2.099167°E | IPA-37607     | Habitatge al carrer Príncep de Bergara, 42-44 (l'Hospitalet de Llobregat) · Vegeu més fotos d'aquest monument · Carregueu una nova foto d'aquest monument                     |
| Conjunt del carrer Xipreret, 41-45                                | BCIL 2001       | Obra popular XVII                              | L'Hospitalet de Llobregat C. Xipreret, 41-45                                                             | 41° 21′ 37″ N, 2° 05′ 50″ E / 41.360346°N,2.097291°E | IPA-37612     | Conjunt del carrer Xipreret, 41-45 (l'Hospitalet de Llobregat) · Vegeu més fotos d'aquest monument · Carregueu una nova foto d'aquest monument                                |
| Conjunt del carrer Xipreret, 47-57                                | BCIL 2001       | Obra popular XIX                               | L'Hospitalet de Llobregat C. Xipreret, 47-57                                                             | 41° 21′ 38″ N, 2° 05′ 51″ E / 41.360443°N,2.097448°E | IPA-37613     | Conjunt del carrer Xipreret, 47-57 (l'Hospitalet de Llobregat) · Vegeu més fotos d'aquest monument · Carregueu una nova foto d'aquest monument                                |
| Conjunt del carrer Xipreret, 87-95                                | BCIL 2001       | Obra popular XVII                              | L'Hospitalet de Llobregat C. Xipreret, 87-95                                                             | 41° 21′ 39″ N, 2° 05′ 50″ E / 41.360927°N,2.097118°E | IPA-37614     | Conjunt del carrer Xipreret, 87-95 (l'Hospitalet de Llobregat) · Vegeu més fotos d'aquest monument · Carregueu una nova foto d'aquest monument                                |
| Habitatge al carrer Príncep de Bergara, 24-26                     | BCIL 2001       | Noucentisme XX (1919)                          | L'Hospitalet de Llobregat C. Príncep de Bergara, 24-26                                                   | 41° 21′ 31″ N, 2° 05′ 56″ E / 41.358499°N,2.098873°E | IPA-37745     | Habitatge al carrer Príncep de Bergara, 24-26 (l'Hospitalet de Llobregat) · Vegeu més fotos d'aquest monument · Carregueu una nova foto d'aquest monument                     |
| Conjunt del carrer Església, 23-35                                | BCIL 2001       | Obra popular XIX                               | L'Hospitalet de Llobregat C. Església, 23-35                                                             | 41° 21′ 38″ N, 2° 05′ 56″ E / 41.360563°N,2.099012°E | IPA-37747     | Conjunt del carrer Església, 23-35 (l'Hospitalet de Llobregat) · Vegeu més fotos d'aquest monument · Carregueu una nova foto d'aquest monument                                |
| Blocs de la plaça Guernica                                        | BCIL 2001       | Obra popular XX (1940)                         | L'Hospitalet de Llobregat Pl. Guernica, 4-12                                                             | 41° 22′ 28″ N, 2° 07′ 23″ E / 41.374551°N,2.122944°E | IPA-37749     | Blocs de la plaça Guernica (l'Hospitalet de Llobregat) · Vegeu més fotos d'aquest monument · Carregueu una nova foto d'aquest monument                                        |
| Pati Casa Gralla, PROSEGUR                                        | BCIL 2001       | Gòtic XVI, XX                                  | L'Hospitalet de Llobregat Gran Via, 175-177                                                              | 41° 21′ 00″ N, 2° 07′ 02″ E / 41.350048°N,2.117124°E | IPA-37751     | Pati Casa Gralla (l'Hospitalet de Llobregat) · Vegeu més fotos d'aquest monument · Carregueu una nova foto d'aquest monument                                                  |